# Сио, Дэвид
Тавита Дж. Сио (англ. Tavita G. Sio), известный как Дэвид Сио (англ. David Sio, родился 21 июня 1962 года в Апиа) — самоанский регбист, выступавший на позиции столба.

## Биография

### Игровая карьера
Сио выступал в чемпионате провинций Новой Зеландии за «Кентербери», а также играл за команду университетов Южного острова Новой Зеландии; долгое время выступал в Австралии за клуб «Норзерн Сабёрбз» из Сиднея. В составе сборной Самоа сыграл всего два матча: 11 апреля 1990 года против Тонга в Токио и 20 июня 1992 года против Фиджи в Суве. Был в заявке на чемпионат мира 1991 года, на поле не выходил.

### Семья
В 1991 году у Дэвида родился сын, которого назвали Скотт в честь сборной Шотландии по регби, которая остановила сборную Самоа на чемпионате мира 1991 года. Изначально родители собирались назвать Скотта Ману Самоа в случае, если самоанцы победят. Скотт пошёл по стопам отца и стал регбистом: ныне он левый столб клубов «Канберра Вайкингс» и «Брамбиз» и национальной сборной Австралии. Ещё один сын — Патрик, выступал во Франции за клуб «Стад Франсе». Дочери — близняшки Тина и Ана, также играют в регби (Тина на позиции столба, Ана на позиции замка) за женскую команду «Уаратаз». Племянник — Ферети Са’ага, столб команды «Мельбурн Ребелс».